# Syllepte nebulalis
Syllepte nebulalis là một loài bướm đêm trong họ Crambidae.